# Sabulodes acidaliata
Sabulodes acidaliata är en fjärilsart som beskrevs av Achille Guenée 1858. Sabulodes acidaliata ingår i släktet Sabulodes och familjen mätare. Inga underarter finns listade.